# Jack Hughes (Eishockeyspieler, 2001)
Jack Hughes (* 14. Mai 2001 in Orlando, Florida) ist ein US-amerikanischer Eishockeyspieler, der seit Juli 2019 bei den New Jersey Devils in der National Hockey League unter Vertrag steht. Der Center gilt als großes Talent und wurde im NHL Entry Draft 2019 an erster Position von den Devils ausgewählt.

## Karriere
Hughes kam in Orlando im Bundesstaat Florida zur Welt, wo sein Vater Jim zu dieser Zeit als Assistenztrainer bei den Orlando Solar Bears in der International Hockey League tätig war. Durch die Berufswechsel seines Vaters verbrachte er Teile seiner Kindheit in Boston und Manchester (New Hampshire). Seine Jugend verlebte Hughes jedoch in der kanadischen Metropole Toronto. Dort spielte er für mehrere Juniorenteams, darunter – mit Beginn der Saison 2014/15 – die Toronto Marlboros in den verschiedenen Klassen Greater Toronto Hockey League. Es folgte ein Jahr bei den Mississauga Rebels, ehe er wieder zu den Marlboros zurückkehrte. Für die Playoffs des Jahres 2017 zog es den Stürmer zu den Georgetown Raiders in die Ontario Junior Hockey League, mit denen er den Ligatitel errang. Hughes selbst steuerte dazu drei Scorerpunkte in neun Einsätzen bei. Des Weiteren erreichte er mit der Mannschaft das Finale um den Dudley Hewitt Cup.
Zur Saison 2017/18 zog es den US-Amerikaner wieder in seine Heimat, wo er sich dem National Team Development Program des US-amerikanischen Eishockeyverbandes USA Hockey anschloss. Er verbrachte den Großteil der Spielzeit mit der Mannschaft in der United States Hockey League. Dort erreichte er in 27 Einsätzen 54 Scorerpunkte. In allen Einsätzen für die U17- und U18-Team des US-Verbands kam er auf 87 Partien und 170 Punkte.
Im Vorfeld des NHL Entry Draft 2019 wurde Hughes nahezu einhellig als voraussichtlicher First Overall Draft Pick gehandelt und in der Folge auch an erster Position von den New Jersey Devils berücksichtigt. Diese statteten ihn im Juli gleichen Jahres mit einem Einstiegsvertrag aus, ehe er sich im Rahmen der Saisonvorbereitung einen Platz im Kader erspielte und somit im Oktober 2019 in der National Hockey League (NHL) debütierte. Seine erste Profisaison beendete er mit 21 Punkten aus 61 Partien, der er im Folgejahr 31 Scorerpunkte in 56 Spielen folgen ließ. Anschließend unterzeichnete er im November 2021 einen neuen Achtjahresvertrag in New Jersey, der ihm mit Beginn der Saison 2022/23 ein durchschnittliches Jahresgehalt von acht Millionen US-Dollar einbringen soll. Anschließend steigerte er seine persönliche Statistik deutlich auf 99 Punkte aus 78 Partien, was einen neuen Franchise-Rekord bei den Devils bedeutete, den zuvor Patrik Eliáš (96 Punkte; 2000/01) innehatte.

### International
Auf internationaler Ebene nahm Hughes im Juniorenbereich mit der World U-17 Hockey Challenge 2017 im November 2017 erstmals an einem Turnier teil. Der Mittelstürmer führte das Team dabei als Mannschaftskapitän zum Gewinn der Goldmedaille. Er sammelte insgesamt 15 Scorerpunkte in sechs Turniereinsätzen, darunter fünf Tore. Alleine vier Punkte steuerte er im Finalspiel bei. Zusätzlich zum Gewinn der Goldmedaille war Hughes Topscorer und bester Vorlagengeber des Wettbewerbs. Wenige Monate später nahm Hughes auch an der U18-Weltmeisterschaft 2018 in Russland teil. Wieder war Hughes der herausragende Spieler des Teams, das die Silbermedaille gewann. Darüber hinaus wurde er nach Turnierschluss zum wertvollsten Spieler ernannt, zusätzlich wurde er ins All-Star-Team und zum besten Stürmer des Turniers gewählt. Ebenso führte er die Punktewertung an und teilte sich die des besten Vorbereiters mit dem Slowaken Maxim Čajkovič.
Bei der U20-Weltmeisterschaft 2019 debütierte Hughes für die U20-Nationalmannschaft seines Heimatlandes und gewann dort mit dem Team ebenfalls die Silbermedaille. Im weiteren Verlauf des Jahres nahm er ebenso an der U18-Weltmeisterschaft 2019 teil, bei der er mit den US-Boys eine Bronzemedaille gelang. Hughes wurde Topscorer des Turniers und brach dabei den vom Russen Alexander Owetschkin aufgestellten Punkterekord. Zudem stand Hughes abermals im All-Star-Team. Wenige Tage später debütierte er schließlich in der Vorbereitung auf die Herren-Weltmeisterschaft 2019, für die er als jüngster Spieler der USA nominiert wurde, in der A-Nationalmannschaft.

## Erfolge und Auszeichnungen
| - 2017 OJHL-Meister mit den Georgetown Raiders - 2022 Teilnahme am NHL All-Star Game - 2023 Teilnahme am NHL All-Star Game | - 2023 NHL-Spieler des Monats Januar - 2023 NHL-Spieler des Monats Oktober - 2024 Teilnahme am NHL All-Star Game |

### International
| - 2017 Goldmedaille bei der World U-17 Hockey Challenge - 2018 Topscorer der World U-17 Hockey Challenge - 2018 Bester Vorlagengeber der World U-17 Hockey Challenge - 2018 Silbermedaille bei der U18-Junioren-Weltmeisterschaft - 2018 Topscorer der U18-Junioren-Weltmeisterschaft - 2018 Bester Vorlagengeber der U18-Junioren-Weltmeisterschaft (gemeinsam mit Maxim Čajkovič) - 2018 Wertvollster Spieler der U18-Junioren-Weltmeisterschaft | - 2018 Bester Stürmer der U18-Junioren-Weltmeisterschaft - 2018 All-Star Team der U18-Junioren-Weltmeisterschaft - 2019 Silbermedaille bei der U20-Junioren-Weltmeisterschaft - 2019 Bronzemedaille bei der U18-Junioren-Weltmeisterschaft - 2019 Topscorer der U18-Junioren-Weltmeisterschaft - 2019 Bester Vorlagengeber der U18-Junioren-Weltmeisterschaft - 2019 All-Star-Team der der U18-Junioren-Weltmeisterschaft |

## Karrierestatistik
Stand: Ende der Saison 2024/25

### International
Vertrat die USA bei:
| - World U-17 Hockey Challenge 2017 - U18-Junioren-Weltmeisterschaft 2018 - U20-Junioren-Weltmeisterschaft 2019 | - U18-Junioren-Weltmeisterschaft 2019 - Weltmeisterschaft 2019 - 4 Nations Face-Off 2025 |

(Legende zur Spielerstatistik: Sp oder GP = absolvierte Spiele; T oder G = erzielte Tore; V oder A = erzielte Assists; Pkt oder Pts = erzielte Scorerpunkte; SM oder PIM = erhaltene Strafminuten; +/− = Plus/Minus-Bilanz; PP = erzielte Überzahltore; SH = erzielte Unterzahltore; GW = erzielte Siegtore; 1 Play-downs/Relegation; Kursiv: Statistik nicht vollständig)

## Familie
Hughes entstammt einer Familie von Eishockeyspielern. Sein Vater Jim Hughes war Mannschaftskapitän für das Eishockeyteam des Providence College. Er war auch Assistenztrainer bei den Boston Bruins in der NHL. Seine Mutter Ellen Weinberg spielte für die University of New Hampshire und die Frauen-Eishockeynationalmannschaft der Vereinigten Staaten, mit der sie die Silbermedaille bei der Weltmeisterschaft im Jahr 1992 gewann. Sein älterer Bruder Quinn ist bei den Vancouver Canucks aktiv, während sein jüngerer Bruder Luke ebenfalls bei den New Jersey Devils spielt.